# Axioma da regularidade
O axioma da regularidade, também conhecido como axioma da fundação, em teoria dos conjuntos, é o que garante, essencialmente, que um conjunto não pode ser membro dele mesmo (diretamente, como {\displaystyle X\in X\,}, ou indiretamente, através de uma cadeia de outros conjuntos {\displaystyle X\in X_{1}\in X_{2}\ldots \in X\,}.
A sua formulação, devida a von Neumann (em 1925), em lógica de primeira ordem é:
{\displaystyle \forall A(\exists B(B\in A)\rightarrow \exists B(B\in A\land \lnot \exists C(C\in A\land C\in B))).}
Ou seja, todo conjunto que não é o conjunto vazio possui um elemento  que é totalmente disjunto dele.
Este é um dos axiomas de Zermelo-Fraenkel, e de outras importantes versões da teoria dos conjuntos. Em versões da teoria dos conjuntos que violam este axioma, os "culpados" são chamados de hiperconjuntos; um exemplo é o átomo de Quine Q = { Q }.